# Coupe de Tchéquie de football 2005-2006
La Coupe de Tchéquie de football 2005-2006 est remportée par le Sparta Prague qui bat en finale le Baník Ostrava aux tirs au but sur le score de 4-2.

## Seizièmes de finale
|  | Equipe 1             | Score             | Equipe 2                   |
|  | -------------------- | ----------------- | -------------------------- |
|  | FK Litvínov          | 1 - 7             | Sparta Prague              |
|  | Slovan Varnsdorf     | 0 - 1             | SK Kladno                  |
|  | Viktoria Žižkov      | 4 - 3             | FC Slovan Liberec          |
|  | SK Strakonice        | 1 - 3             | Chmel Blšany               |
|  | FK Kunovice          | 2 - 1             | Tescoma Zlín               |
|  | TJ Tatran Prachatice | 1 - 2             | České Budějovice           |
|  | FK Mutěnice          | 1 - 2             | FC Slovacko                |
|  | HFK Olomouc          | 0 - 0 [5 - 4 pen] | SK Hanácká Slavia Kroměříž |
|  | FK Kolín             | 0 - 2             | Marila Příbram             |
|  | AS Pardubice         | 0 - 1             | MFK Ústí nad Labem         |
|  | FC Vítkovice         | 2 - 0             | Vysocina Jihlava           |
|  | FC Hlucín            | 0 - 4             | Slavia Prague              |
|  | FK Náchod-Deštné     | 2 - 3             | FC Hradec Kralové          |
|  | Bystric              | 0 - 1             | 1.FC Brno                  |
|  | Jakubčovice Fotbal   | 0 - 1             | Baník Ostrava              |
|  | SK Union Čelákovice  | 0 - 5             | FK Teplice                 |

## Huitièmes de finale
|  | Equipe 1           | Score             | Equipe 2         |
|  | ------------------ | ----------------- | ---------------- |
|  | SK Kladno          | 0 - 2             | Sparta Prague    |
|  | Viktoria Žižkov    | 2 - 2 [4 - 3 tab] | Chmel Blšany     |
|  | FK Kunovice        | 1 - 0             | České Budějovice |
|  | FC Hradec Kralové  | 2 - 1             | HFK Olomouc      |
|  | Marila Příbram     | 1 - 2             | Baník Ostrava    |
|  | MFK Ústí nad Labem | 0 - 1             | 1.FC Brno        |
|  | FC Vítkovice       | 0 - 1             | Slavia Prague    |
|  | FC Slovacko        | 2 - 0             | FK Teplice       |

## Quarts de finale
|  | Equipe 1          | Score             | Equipe 2        |
|  | ----------------- | ----------------- | --------------- |
|  | Sparta Prague     | 2 - 0             | Viktoria Žižkov |
|  | FK Kunovice       | 0 - 2             | Baník Ostrava   |
|  | FC Slovacko       | 0 - 0 [1 - 4 tab] | 1.FC Brno       |
|  | FC Hradec Kralové | 1 - 0             | Slavia Prague   |

## Demi-finales
|  | Equipe 1      | Score | Equipe 2          |
|  | ------------- | ----- | ----------------- |
|  | Sparta Prague | 2 - 0 | 1.FC Brno         |
|  | Baník Ostrava | 2 - 0 | FC Hradec Kralové |

## Finale
|  | Equipe 1      | Score             | Equipe 2      |
|  | ------------- | ----------------- | ------------- |
|  | Sparta Prague | 0 - 0 [4 - 2 tab] | Baník Ostrava |